# Українська м'ясна порода ВРХ
Українська м'ясна порода — порода великої рогатої худоби м'ясного напряму продуктивності. Виведена в Україні, апробована і затверджена наказом Мінсільгосппроду України від 30 липня 1993 року № 211. Перша вітчизняна м'ясна порода, виведена після здобуття Україною незалежності.

## Історія
Породу затверджено у 1993 році. Вона одержана методом складного відтворювального схрещування з використанням чотирьох вихідних порід: шароле, кіанська (спеціалізовані імпортні м'ясні), симентальська і сіра українська (місцеві молочно-м'ясні). У процесі створення породи було визначено 50 найкращих бугайців, які в 12-місячному віці мали живу масу понад 500 кг.

## Опис
Масть тварин світло-полова і полова. Жива маса бугаїв становить 1000—1270 кг, корів — 600—710 кг, телят при відлученні у 6 місяців — 200—220 кг, що на 5,2—10,5 % вище від встановленого стандарту. У 18-місячному віці вони досягають живої маси 565 кг, мають середньодобові прирости 1208 г при затраті кормів на 1 кг приросту 6,8 кормових одиниць. Забійний вихід — 59—63 %. Туші бичків масивні, щільні, з добре розвиненою м'язовою тканиною і помірним поливом. За морфологічним складом перевищують показники вихідних материнських порід. Досить міцний кістяк. Тварини мають високу акліматизаційну здатність.
Тулуб худоби великий, будова тіла пропорційна, тип конституції міцний, щільний, достатньо розвинена глибока (81 см) і широка (61 см) грудна клітка. Тварини масивні, досить високорослі, висота бугаїв у холці становить 150 см, корів — 130 см.
Матки характеризуються високою відтворювальною здатністю. Середній вік при першому отеленні — 30 місяців. Міжотельний період триває в середньому 400 днів. Роди перебігають, як правило, легко, без ускладнень. Післяродові захворювання відсутні.
У породі затверджено сім заводських ліній, 42 родини і два заводських типи: Лохвицько-Золотоніський та Головеньківський.

## Поширення
Станом на 2010-і роки популяція породи становила близько 20 тис. голів, з яких було 5 тис. корів. Завдяки високій акліматизаційній здатності її успішно розводять у більшості природно-кліматичних зон України.

## Виноски
1. 1 2 3 4 5 6 7  Е. М. Доротюк, В. П. Лукаш, І. О. Гармаш, В. П. Буркат, Б. Є. Подоба, Г. О. Цілуйко. Українська м'ясна. Інтернет-портал «Аграрний сектор України» http://agroua.net. Національний університет біоресурсів і природокористування України. Архів оригіналу за 26 жовтня 2016. Процитовано грудень 2016. {{cite web}}: Зовнішнє посилання в |work= (довідка) [Архівовано 26 жовтня 2016 у Wayback Machine.]